# Lüttich–Bastogne–Lüttich 2013
Lüttich–Bastogne–Lüttich 2013 war die 99. Austragung des belgischen Eintagesrennens Lüttich–Bastogne–Lüttich. Es wurde am 21. April 2013 über eine Distanz von 261,5 Kilometer ausgetragen und war das dreizehnte Rennen der UCI WorldTour 2013. Das Rennen wurde von Dan Martin vom  Team Garmin Sharp gewonnen, nachdem er in einer Gruppe unter Führung seines Teamkollegen Ryder Hesjedal einem späten Angriff von Joaquim Rodríguez folgte und diesen auf den zweiten Platz distanzierte. Alejandro Valverde gewann den Sprint um den dritten Platz.

## Teams
Da Lüttich-Bastogne-Lüttich ein UCI World Tour Rennen ist, waren alle 19 UCI ProTeams automatisch eingeladen und verpflichtet eine Mannschaft zu schicken. Sechs anderen Mannschaften wurde eine Wildcard für das Rennen gegeben und daraus bildete sich das aus 25 Teams bestehende Fahrerfeld.
19 UCI ProTeams haben an dem Rennen teilgenommen:
| Name                    | Code | Nationalität           |
| ----------------------- | ---- | ---------------------- |
| AG2R La Mondiale        | ALM  | Frankreich             |
| Astana Pro Team         | AST  | Kasachstan             |
| BMC Racing Team         | BMC  | Vereinigte Staaten     |
| Movistar                | MOV  | Spanien                |
| Euskaltel Euskadi       | EUS  | Spanien                |
| Garmin Sharp            | GRS  | Vereinigte Staaten     |
| Lampre-Merida           | LAM  | Italien                |
| Cannondale Pro Cycling  | CAN  | Italien                |
| RadioShack Leopard      | RLT  | Luxemburg              |
| Belkin-Pro Cycling Team | BEL  | Niederlande            |
| Omega Pharma-Quick Step | OPQ  | Belgien                |
| Team Saxo-Tinkoff       | TST  | Dänemark               |
| Sky ProCycling          | SKY  | Vereinigtes Königreich |
| Vacansoleil-DCM         | VCD  | Niederlande            |
| FDJ.fr                  | FDJ  | Frankreich             |
| Lotto Belisol           | LTB  | Belgien                |
| Orica GreenEdge         | OGE  | Australien             |
| Team Argos-Shimano      | ARG  | Niederlande            |
| Katusha                 | KAT  | Russland               |

Diesen 6 Teams wurde eine Wildcard gegeben:
| Name (UCI Code)                   | Nationalität |
| --------------------------------- | ------------ |
| Accent Jobs-Wanty (ACC)           | Belgien      |
| Cofidis, Solutions Crédits (COF)  | Frankreich   |
| Crelan-Euphony (LAN)              | Belgien      |
| Topsport Vlaanderen-Baloise (TSV) | Belgien      |
| Team Europcar (EUC)               | Frankreich   |
| IAM Cycling (IAM)                 | Schweiz      |

## Ergebnis
| Platz | Fahrer             | Nation | Team             | Zeit      | Punkte |
| ----- | ------------------ | ------ | ---------------- | --------- | ------ |
| 01.   | Daniel Martin      | IRL    | Garmin Sharp     | 6:38:07 h | 100    |
| 02.   | Joaquim Rodríguez  | ESP    | Katusha          | +3″       | 080    |
| 03.   | Alejandro Valverde | ESP    | Movistar         | +9″       | 070    |
| 04.   | Carlos Betancur    | COL    | AG2R La Mondiale | +9″       | 060    |
| 05.   | Michele Scarponi   | ITA    | Lampre-Merida    | +9″       | 050    |
| 06.   | Enrico Gasparotto  | ITA    | Astana Pro Team  | +18″      | 040    |
| 07.   | Philippe Gilbert   | BEL    | BMC Racing Team  | +18″      | 030    |
| 08.   | Ryder Hesjedal     | CAN    | Garmin Sharp     | +18″      | 020    |
| 09.   | Rui Costa          | POR    | Movistar         | +18″      | 010    |
| 10.   | Simon Gerrans      | AUS    | Orica GreenEdge  | +18″      | 004    |

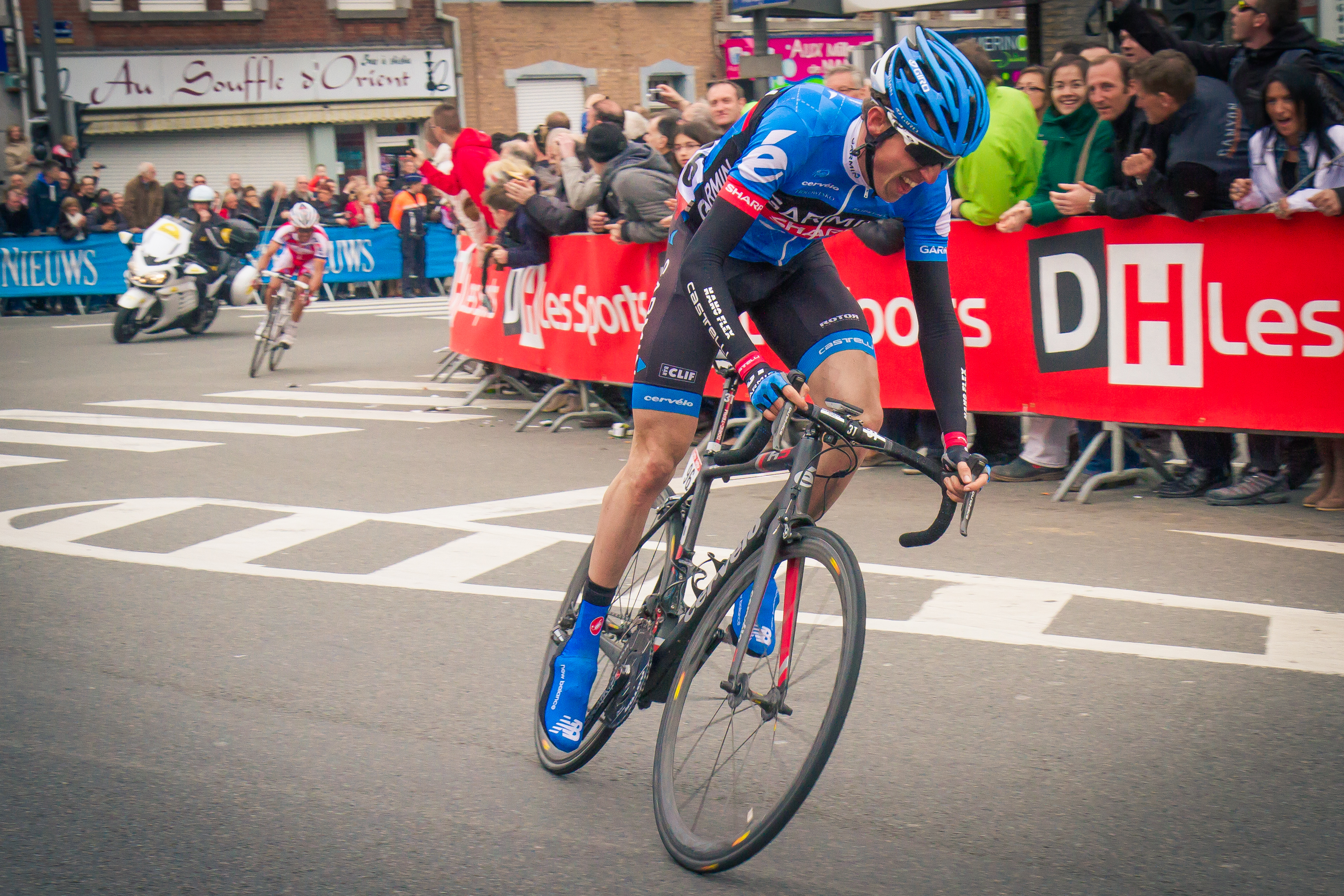
Dan Martin mit knappen Vorsprung auf Joaquim Rodríguez am Ausgang der finalen Kurve kurz vor dem Ziel

Lüttich–Bastogne–Lüttich war innerhalb der UCI WorldTour 2013 ein Rennen der 3. Kategorie. Deshalb erhielten die zehn besten Fahrer – vorausgesetzt sie fahren für ein UCI WorldTeam – Punkte für das UCI WorldTour Ranking mit der in der Tabelle dargestellten Punkteverteilung.